# Crisis in the Kremlin
Crisis in the Kremlin est un jeu vidéo de simulation gouvernementale développé par Barbu Corporation et édité par Spectrum Holobyte, sorti en 1991 sur DOS.

## Accueil
- Aktueller Software Markt : 8/12[1]
- Computer Gaming World : 2/5[2]